# Stamenow
Stamenow oder Stamenov, seltener auch Stamenoff (kyrillisch Стаменов), in der weiblichen Form Stamenowa oder Stamenova kyrillisch Стаменова, ist ein verbreiteter bulgarischer Familienname, abgeleitet vom Vornamen Stamen.
- Alexandar Stamenow (1905–1971), bulgarischer Maler
- Bojana Stamenov (* 1986), serbische Sängerin
- Dimitar Stamenow (1862–1939), bulgarischer Bildungsfunktionär
- Georgi Stamenow (1845–1926), bulgarischer Bildungsfunktionär
- Iwan Stamenow (1893–1976), bulgarischer Jurist und Diplomat
- Rossiza Stamenowa (* 1955), bulgarische Sprinterin
- Stanilija Stamenowa (* 1988), bulgarische Kanurennsportlerin
- Stamen Delkow Stamenow (* 1938), bulgarischer Politiker, Verkehrsminister in der Regierung von Schan Widenow
- Stamen Stamenow (1922–1981), bulgarischer Politiker der BKP
- Stojan Stamenow (* 1970), bulgarischer Sportschütze